# Senato di Pinerolo
Il Senato di Pinerolo fu istituito da Vittorio Amedeo II nel 1700, all’indomani della restituzione al dominio sabaudo della città e dei suoi territori su cui il regno di Francia aveva dominato dal 1630 al 1696, mediante la riconferma in carica del Consiglio Superiore della Città di Pinerolo creato dai francesi.

## Storia

### Antefatti
Negli stati sabaudi fra il XVI e il XVIII secolo con il nome di Senato erano chiamati gli organi al vertice del potere giudiziario, ciascuno con giurisdizione su un determinato territorio.
I più antichi erano i Senati di Savoia e Piemonte, di origine cinquecentesca, seguiti da quello di Nizza, istituito nel 1614.
Nel Ducato di Savoia, Pinerolo si trovava a circa 20 km dal confine con il Regno di Francia, che correva fra Perosa e Meano e divideva la Val Chisone in due parti: la parte bassa conosciuta anche con il nome di Val Perosa, e la parte alta denominata anche Val Pragelato.
Quest’ultima sin dal XII secolo apparteneva ai territori del Delfinato, che nel 1349 fu annesso al Regno di Francia.
Dal punto di vista dell’amministrazione della giustizia, Pinerolo sabauda era soggetta alla giurisdizione del Senato di Piemonte o Senato di Torino, mentre il Delfinato francese si trovava nella giurisdizione del Parlement du Dauphiné o Parlament de Grenoble, città in cui aveva sede.

### Il Consiglio Superiore in epoca francese

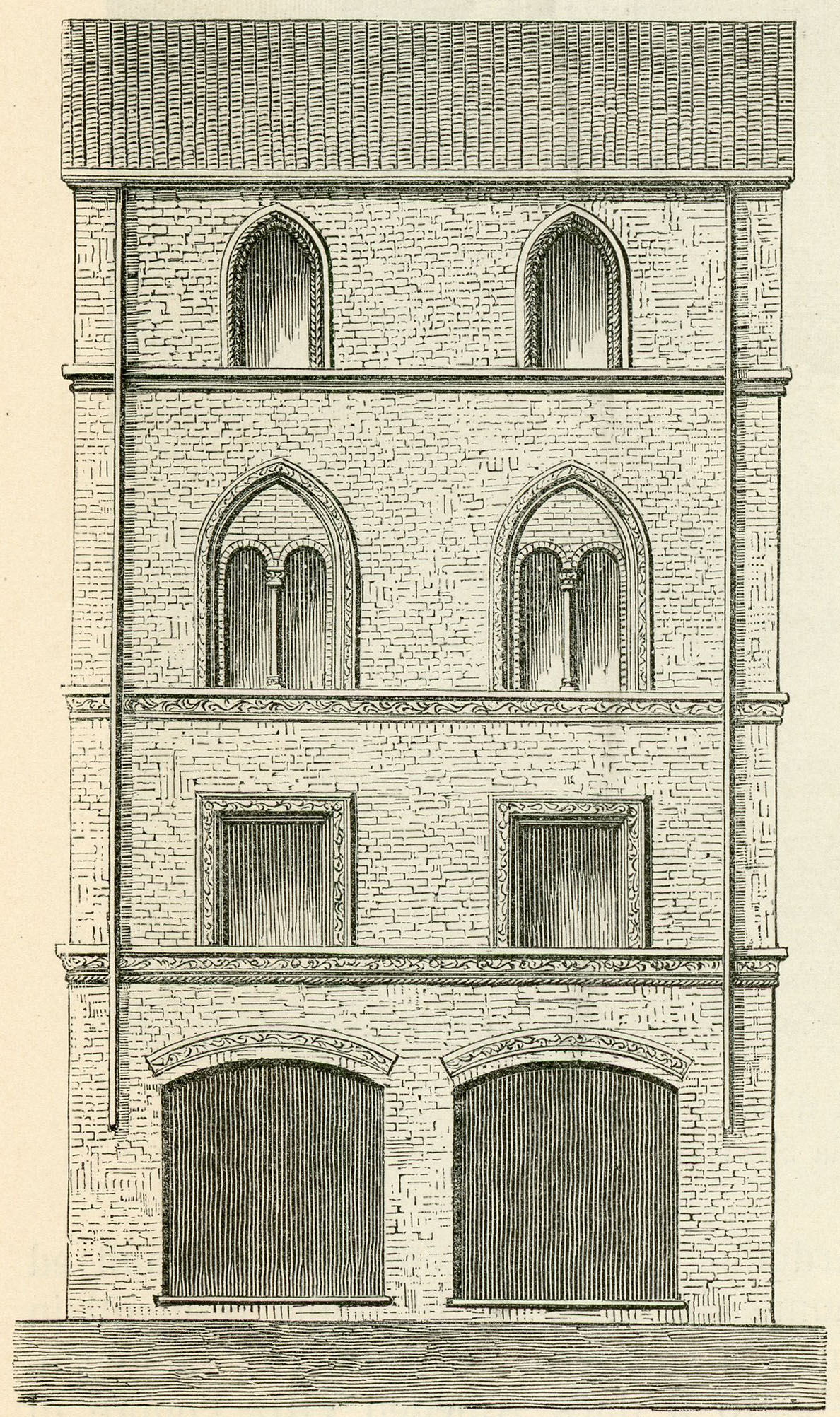
Palazzo del Senato in Pinerolo (incisione).

Nel 1630, nel corso della Guerra di successione di Mantova e del Monferrato, l'esercito francese comandato dal Cardinale Richelieu cinse d'assedio e conquistò Pinerolo.
Al termine della guerra, con il Trattato di Cherasco del 6 aprile 1631, Pinerolo passò sotto il dominio del regno di Francia, assieme alle sue dipendenze e al corridoio di unione con la Val Pragelato formato dalle terre sul versante nord (ossia in sinistra orografica) della Val Perosa.
All'indomani della conquista, Luigi XIII dotò la città di un proprio autonomo distretto di amministrazione della giustizia istituendo il Consiglio Superiore di Pinerolo, composto di due consiglieri e presieduto dall’Intendente generale della giustizia, che reggeva anche le cose dell'erario.
Alla morte di Luigi XIII, il successore Luigi XIV con editto del mese di novembre del 1643 riformò il Consiglio Superiore, componendolo di un presidente, di quattro consiglieri, di un procuratore generale, di un ricevitore del tasso e di due segretari, l'uno pel civile, l'altro pel criminale. Il presidente esercitava eziandio l'ufficio di Guardasigilli, con autorità di giudicare senz'appello, tanto nel civile e nel criminale, quanto nell'ecclesiastico e nel beneficiario. 
Nel 1683, Luigi XIV ridusse il Consiglio Superiore a magistrato meramente provinciale, disponendo la possibilità di ricorrere in appello al Parlement de Grenoble competente per l’intera regione del Delfinato.
Il provvedimento fu revocato undici anni dopo nel marzo 1694.
 restituendo al Consiglio superiore la massima autorità.

### Il Consiglio Superiore o Senato in epoca sabauda

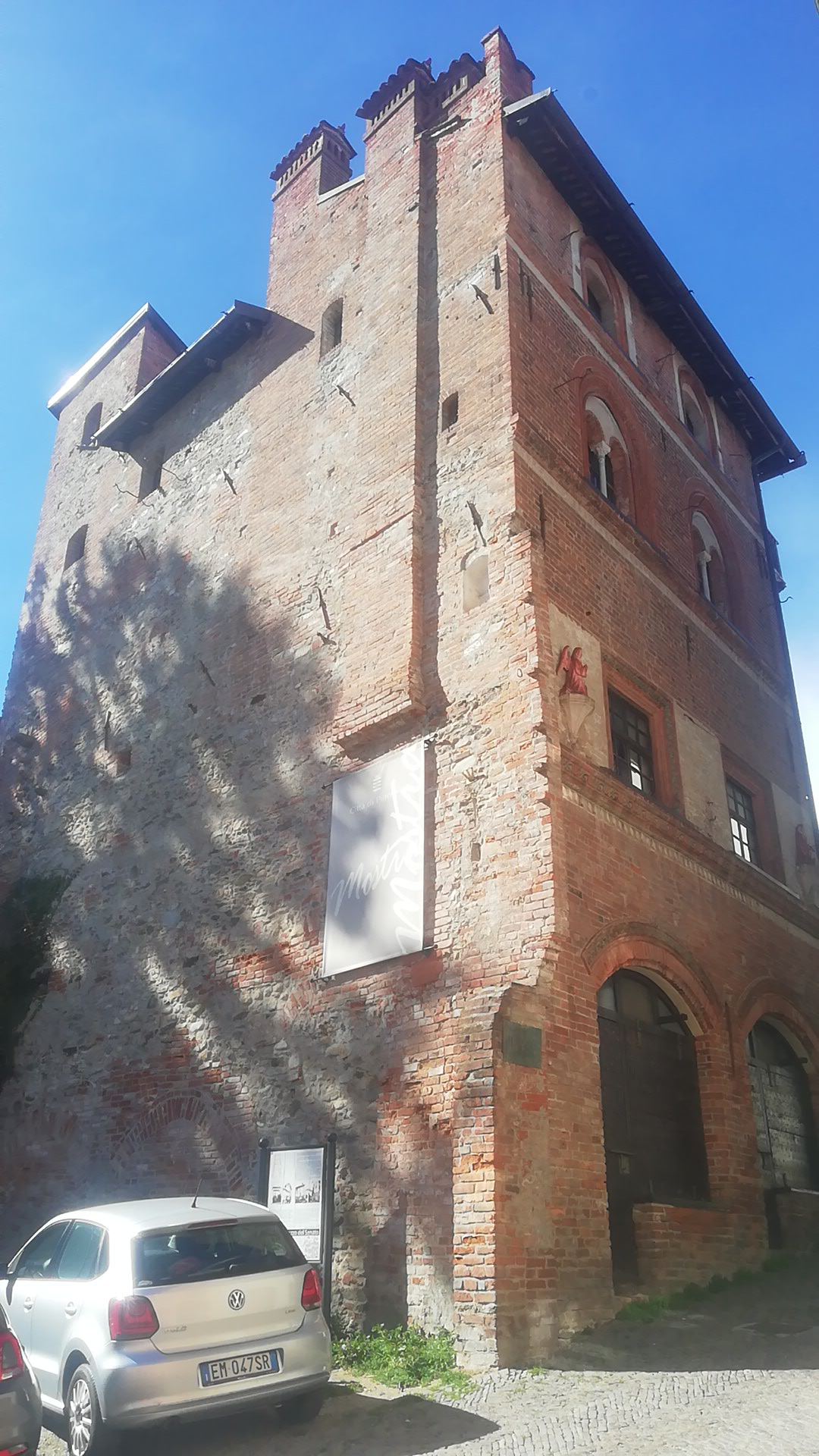
Palazzo del Senato

Nel 1696 questo territorio ritornò ad essere sabaudo, con il Trattato di Torino che sancì la pace separata fra Ducato di Savoia e Regno di Francia nell'ambito della Guerra della Grande Alleanza.
Dopo la restituzione al suo dominio, Vittorio Amedeo II con le Patenti di creatione del Conseglio Superiore nella Città di Pinerolo del 28 maggio 1700, optò per dare continuità al Consiglio Superiore di Pinerolo e confermare l'autonomia dell'istituzione, affiancandola agli altri tre Senati esistenti nei suoi stati, e ne ampliò la giurisdizione oltre ai territori di provenienza francese, aggregandole diverse comunità fin’allora soggette alla competenza del Senato del Piemonte.
Al termine della guerra di successione spagnola, con il trattato di Utrecht del 1713 passarono sotto il dominio sabaudo i territori della Val Pragelato e della valle d'Oulx.
Con Patenti che sottopongono alla giurisdizione del Consiglio Superiore di Pinerolo le valli d’Oulx, e terre di Bardonneche, Sezana, Pragellato, e riuniscono al Senato di Piemonte quelle ivi nominate del 22 settembre 1713 Vittorio Amedeo II unì questi nuovi territori al distretto del Consiglio superiore di Pinerolo, mentre al contempo riportò nel distretto del Senato di Piemonte alcune comunità che erano state aggregate con il precedente editto del 1700.
Poiché il Consiglio Superiore di Pinerolo possedeva le medesime prerogative degli altri Senati sabaudi, progressivamente invalse l'uso di riferirsi ad esso con il nome di Senato, sia da parte del Consiglio stesso nei propri Manifesti
, sia nei provvedimenti di altre autorità 
.
L'operato del Senato di Pinerolo terminò nel 1729 quando Vittorio Amedeo II con Regie Patenti del 5 ottobre 1729 ne decretò la soppressione e la sua giurisdizione unita al Senato di Piemonte.

#### Riepilogo delle variazioni distrettuali
- Territori occupati dai francesi dal 1630 e ritornati ai Savoia dal 1696:
  - Pinerolo con sue dipendenze: Abbadia, S. Pietro e Val Lemina, Riva, Baudenasca, Buriasco Superiore
  - comunità del versante nord della Val Perosa: le Porte, Villar, Pinasca e Perosa
- Comunità aggregate dal 1700 provenienti dal Senato di Piemonte:
  - valli di Luserna, di Perosa e di S. Martino;
  - S. Bartolomeo, Prarostino, Roccapiatta, S. Secondo, Bricherasio, Frossasco e suo Mandamento, compreso Piscina
- Comunità aggregate dal 1700 e ritornate al Senato di Piemonte dal 1713:
  - Garzigliana, Bibiana, Campiglione, Fenile, Osasco, Macello, Buriasco inferiore
- Territori aggregati dal 1713:
  - valli d'Oulx, Bardoneche, Sezana, e quelle di Pragellato